# Serik
Serik – miasto w Turcji w prowincji Antalya.
Według danych na rok 2000 miasto zamieszkiwało 30 579 osób.